# Club Atlético River Plate 1980
Questa voce raccoglie le informazioni riguardanti il Club Atlético River Plate nelle competizioni ufficiali della stagione 1980.

## Stagione
La formazione primeggiò nel torneo Metropolitano, accumulando un vantaggio di nove punti sull'Argentinos Juniors. Nel Nacional, invece, passato il girone preliminare, approdò ai quarti di finale; il Newell's Old Boys eliminò la squadra di Labruna, che subì una pesante sconfitta esterna per 6-2, dopo aver vinto per 3-2 in casa.

## Maglie e sponsor
| Casa | Trasferta |

## Rosa
| N. |                      | Ruolo | Calciatore          |
| -- | -------------------- | ----- | ------------------- |
|    | Argentina (bandiera) | P     | Ubaldo Fillol       |
|    | Argentina (bandiera) | P     | Luis Landaburu      |
|    | Argentina (bandiera) | D     | Eduardo Abrahamian  |
|    | Argentina (bandiera) | D     | Daniel Passarella   |
|    | Argentina (bandiera) | D     | José Luis Pavoni    |
|    | Argentina (bandiera) | D     | José Luis Romero    |
|    | Argentina (bandiera) | D     | Eduardo Saporiti    |
|    | Argentina (bandiera) | D     | Alberto Tarantini   |
|    | Uruguay (bandiera)   | C     | Juan Ramón Carrasco |
|    | Argentina (bandiera) | C     | Emilio Commisso     |
|    | Spagna (bandiera)    | C     | Juan Carlos Heredia |
|    | Argentina (bandiera) | C     | Omar Labruna        |

| N. |                      | Ruolo | Calciatore            |
| -- | -------------------- | ----- | --------------------- |
|    | Argentina (bandiera) | C     | Juan José López       |
|    | Argentina (bandiera) | C     | Reinaldo Merlo        |
|    | Argentina (bandiera) | A     | Norberto Alonso       |
|    | Argentina (bandiera) | A     | Daniel Costantino     |
|    | Argentina (bandiera) | A     | Ramón Díaz            |
|    | Argentina (bandiera) | A     | Pedro Alexis González |
|    | Argentina (bandiera) | A     | Roberto Gordon        |
|    | Argentina (bandiera) | A     | Leopoldo Luque        |
|    | Argentina (bandiera) | A     | Oscar Ortiz           |
|    | Argentina (bandiera) | A     | Carlos Daniel Tapia   |
|    | Argentina (bandiera) | A     | José Vieta            |

## Statistiche

### Statistiche di squadra
| Competizione               | Punti | Totale | Totale | Totale | Totale | Totale | Totale | DR  |
| Competizione               | Punti | G      | V      | N      | P      | Gf     | Gs     | DR  |
| -------------------------- | ----- | ------ | ------ | ------ | ------ | ------ | ------ | --- |
| Campionato - Metropolitano | 51    | 36     | 20     | 11     | 5      | 64     | 33     | +31 |
| Campionato - Nacional      | 17    | 14     | 8      | 1      | 5      | 30     | 16     | +14 |
| Totale                     | -     |        |        |        |        |        |        | -   |